# Matjaž Florjančič
Matjaž Florjančič (Kranj, 18 oktober 1967) is een voormalig profvoetballer uit Slovenië. Hij speelde als middenvelder bij onder meer HNK Rijeka en US Cremonese. Florjančič was van 2013 tot en met 2015 werkzaam als assistent-coach bij HNK Rijeka. Momenteel is hij de hoofdtrainer van de Sloveense tweedeklasser NK Kranj.

## Interlandcarrière
Onder leiding van bondscoach Bojan Prašnikar maakte Florjančič zijn debuut voor het Sloveens voetbalelftal op 18 november 1992 in de vriendschappelijke interland tegen Cyprus (1-1). Florjančič speelde in totaal twintig interlands, en scoorde één keer voor zijn vaderland. Zijn eerste en enige treffer maakte hij op woensdag 7 februari 1996 in de oefeninterland tegen IJsland (7-1).